# Superliga Femenina de Voleibol
La Superliga Femenina de Voleibol, conocida como Liga Iberdrola de Voleibol por motivos de patrocinio, es la competición liguera femenina de voleibol de máxima categoría en España, promovida por la Real Federación Española de Voleibol (RFEVB). 
Hasta la temporada 2007-08 se denominaba División de Honor, y el número de equipos era de 14, pasando esa temporada a los 12 actuales.
Desde la temporada 2008-09, cada equipo deberá contar durante toda la temporada por lo menos con diez jugadoras, de las cuales como mínimo cinco deberán ser jugadoras cuya federación de origen sea la RFEVB y como máximo a nueve que no lo sean, aunque de estas últimas solo podrán convocar a seis para cada partido.

## Sistema de competición
El sistema de puntuación es el siguiente: Resultado 3-0 o 3-1 (Equipo vencedor 3 puntos – perdedor 0 puntos), 3-2 (Equipo vencedor 2 puntos – perdedor 1 punto).
El sistema de competición consiste en dos vueltas en las que todos los equipos se enfrentarán para determinar su posición en la clasificación. Después de esta liga regular, según la temporada, los cuatro primeros equipos jugarán entre ellos eliminatorias al mejor de cinco partidos para, finalmente, poder hacerse con el título de la máxima categoría del voleibol español. Para la temporada 2014-15 los ocho primeros disputarán otra liguilla a doble vuelta divididos en dos grupos de 4 y los primeros clasificados de cada grupo jugarán el play-off por el título.

## Palmarés
| Edición            | Año     | Campeón                             | Subcampeón                          | Tercero                                   |
| ------------------ | ------- | ----------------------------------- | ----------------------------------- | ----------------------------------------- |
| División de Honor  |         |                                     |                                     |                                           |
| 1.ª                | 1970    | Club Medina de Barcelona            | Club Medina de Madrid               | A.D. Medina de Gijón                      |
| 2.ª                | 1971    | Club Medina de Madrid               | Club Medina de Barcelona            | A.D. Medina de Gijón                      |
| 3.ª                | 1972    | A.D. Medina de Gijón                | Club Medina de Madrid               | Club Medina de Barcelona                  |
| 4.ª                | 1973    | Club Medina de Madrid               | Club Medina de Barcelona            | Club Medina de Vigo                       |
| 5.ª                | 1974    | Club Medina de Barcelona            | Club Medina de Madrid               | A.D. Medina de Gijón                      |
| 6.ª                | 1975    | Club Medina de Barcelona            | Club Medina de Vigo                 | Club Medina de Madrid                     |
| 7.ª                | 1976    | A.D. Medina de Gijón                | Club Medina de Barcelona            | CD Sniace (Torrelavega)                   |
| 8.ª                | 1977    | Club Medina de Madrid               | CD Sniace (Torrelavega)             | A.D. Medina de Gijón                      |
| 9.ª                | 1978    | A.D. Medina de Gijón (Gijón)        | A.E. Cornellá                       | CD Sniace (Torrelavega)                   |
| 10.ª               | 1979    | CD Sniace (Torrelavega)             | Club Voleibol Sant Cugat            | A.E. Cornellá                             |
| 11.ª               | 1980    | CPAR Cornellá                       | CD Sniace (Torrelavega)             | Académico Universitario (Sevilla)         |
| 12.ª               | 1981    | Académico Universitario (Sevilla)   | A.E. Cornellá                       | Club Voleibol Sant Cugat                  |
| 13.ª               | 1982    | AD Cornellá                         | Académico Universitario (Sevilla)   | C.D.Hispano Francés (Barcelona)           |
| 14.ª               | 1983    | CD Arquitectura (Madrid)            | RCD Español (Barcelona)             | C.D.Hispano Francés (Barcelona)           |
| 15.ª               | 1984    | CD Arquitectura (Madrid)            | C.D.Hispano Francés (Barcelona)     | RCD Español (Barcelona)                   |
| 16.ª               | 1985    | RCD Español (Barcelona)             | CD Arquitectura (Madrid)            | C.V. Las Palmas (Las Palmas)              |
| 17.ª               | 1986    | C.V. Tormo Barberá (Xàtiva)         | RCD Español (Barcelona)             | C.V. Santa Coloma (Sta. Coloma)           |
| 18.ª               | 1987    | C.V. Tormo Barberá (Xàtiva)         | RCD Español (Barcelona)             | C.V. Santa Coloma (Sta. Coloma)           |
| 19.ª               | 1988    | R.C.D. Español (Barcelona)          | C.V. Tormo Barberá (Xàtiva)         | Club Alcorcón Voleibol (Alcorcón)         |
| 20.ª               | 1989    | Club Alcorcón Voleibol (Alcorcón)   | C.V. Tormo Barberá (Xàtiva)         | R.C.D. Español (Barcelona)                |
| 21.ª               | 1990    | C.V. Tormo Barberá (Xàtiva)         | Club Alcorcón Voleibol (Alcorcón)   | C.V. Tenerife (Santa Cruz Tenerife)       |
| 22.ª               | 1991    | R.C.D. Español (Barcelona)          | C.E. Amanecer Alcorcón (Alcorcón)   | C.V. Tenerife (Santa Cruz Tenerife)       |
| 23.ª               | 1992    | C.V. Tenerife (Santa Cruz Tenerife) | R.C.D. Español (Barcelona)          | C.V. Portuense (El Puerto de Santa María) |
| 24.ª               | 1993    | C.P.P.D. Voley Murcia (Murcia)      | C.E. Amanecer Alcorcón (Alcorcón)   | Club Alcorcón Voleibol (Alcorcón)         |
| 25.ª               | 1994    | C.P.P.D. Voley Murcia (Murcia)      | Club Alcorcón Voleibol (Alcorcón)   | C.V. Tenerife (Santa Cruz Tenerife)       |
| 26.ª               | 1995    | C.P.P.D. Voley Murcia (Murcia)      | C.V. Albacete (Albacete)            | C.V. Caja Ávila C.S.C. (Ávila)            |
| 27.ª               | 1996    | C.V. Albacete (Albacete)            | C.V. Tenerife (Tenerife)            | C.V. Caja Ávila C.S.C. (Ávila)            |
| 28.ª               | 1997    | C.V. Tenerife (Santa Cruz Tenerife) | C.V. Albacete (Albacete)            | C.D. Universidad Granada (Granada)        |
| 29.ª               | 1998    | C.V. Tenerife (Santa Cruz Tenerife) | C.D. Universidad Granada (Granada)  | C.V. Caja Ávila C.S.C. (Ávila)            |
| 30.ª               | 1999    | C.V. Tenerife (Santa Cruz Tenerife) | C.V. Playas de Benidorm (Alicante)  | C.D. Universidad Granada (Granada)        |
| 31.ª               | 2000    | C.V. Tenerife (Santa Cruz Tenerife) | C.P.P.D. Voley Murcia (Murcia)      | C.D. Universidad Granada (Granada)        |
| 32.ª               | 2001    | C.V. Tenerife (Santa Cruz Tenerife) | C.D. Universidad Granada (Granada)  | A.P. Diego Porcelos (Burgos)              |
| 33.ª               | 2002    | C.V. Tenerife (Santa Cruz Tenerife) | C.V. Las Palmas (Las Palmas)        | C.D. Ávila Voley (Ávila)                  |
| 34.ª               | 2003    | C.V. Las Palmas (Las Palmas)        | C.V. Tenerife (Tenerife)            | A.P. Diego Porcelos (Burgos)              |
| 35.ª               | 2004    | C.V. Tenerife (Santa Cruz Tenerife) | C.V. Las Palmas (Las Palmas)        | C.D. Ávila Voley (Ávila)                  |
| 36.ª               | 2004-05 | C.V. Tenerife (Santa Cruz Tenerife) | C.V. Las Palmas (Las Palmas)        | C.V. Albacete (Albacete)                  |
| 37.ª               | 2005-06 | C.V. Tenerife (Santa Cruz Tenerife) | C.V. Las Palmas (Las Palmas)        | C.A. Voleibol Murcia (Murcia)             |
| 38.ª               | 2006-07 | C.A. Voleibol Murcia 2005 (Murcia)  | C.V. Tenerife (Santa Cruz Tenerife) | C.V. Albacete (Albacete)                  |
| 39.ª               | 2007-08 | C.A. Voleibol Murcia 2005 (Murcia)  | Palma Volley (Palma de Mallorca)    | C.V. Tenerife (Santa Cruz Tenerife)       |
| Superliga Femenina |         |                                     |                                     |                                           |
| 40.ª               | 2008-09 | C.A. Voleibol Murcia 2005 (Murcia)  | Palma Volley (Palma de Mallorca)    | C.V. Ciudadela (Ciudadela)                |
| 41.ª               | 2009-10 | C.V. Aguere (La Laguna)             | C.V. Ciudadela (Ciudadela)          | A.P. Diego Porcelos (Burgos)              |
| 42.ª               | 2010-11 | C.V. Ciudadela (Ciudadela)          | C.A. Voleibol Murcia (Murcia)       | C.V. Aguere (La Laguna)                   |
| 43.ª               | 2011-12 | C.V. Ciudadela (Ciudadela)          | C.V. Haro (Haro)                    | C.V. Murillo (Murillo de Río Leza)        |
| 44.ª               | 2012-13 | C.V. Haro (Haro)                    | C.V. Murillo (Murillo de Río Leza)  | UCAM Vóley Murcia (Murcia)                |
| 45.ª               | 2013-14 | C.V. Murillo (Murillo de Río Leza)  | C.D. Iruña (Pamplona)               | F.C Barcelona (Barcelona)                 |
| 46.ª               | 2014-15 | C.V. Ciudad de Logroño (Logroño)    | C.D. Iruña (Pamplona)               | C.V. Aguere (La Laguna)                   |
| 47.ª               | 2015-16 | C.V. Ciudad de Logroño (Logroño)    | C.V. Haris (La Laguna)              | C.V. Haro (Haro)                          |
| 48.ª               | 2016-17 | C.V. Ciudad de Logroño (Logroño)    | C.V. Haris (La Laguna)              | C.V. Haro (Haro)                          |
| 49.ª               | 2017-18 | C.V. Ciudad de Logroño (Logroño)    | C.V. Haris (La Laguna)              | C.V. Arona Tenerife Sur (Arona)           |
| 50.ª               | 2018-19 | C.V. Ciudad de Logroño (Logroño)    | F.C Barcelona (Barcelona)           | C.V. Alcobendas (Alcobendas)              |
| 51.ª               | 2019-20 | Cancelado por pandemia COVID        | Cancelado por pandemia COVID        | Cancelado por pandemia COVID              |
| 52.ª               | 2020-21 | J.A.V. Olímpico (Las Palmas)        | C.V Alcobendas (Alcobendas)         | C.V. Haris (La Laguna)                    |
| 53.ª               | 2021-22 | C.V. Haris (La Laguna)              | J.A.V. Olímpico (Las Palmas)        | C.V. Kiele Socuéllamos (Socuéllamos)      |
| 54.ª               | 2022-23 | J.A.V. Olímpico (Las Palmas)        | C.V. Haris (La Laguna)              | C.V. Ciudadela (Ciudadela)                |
| 55.ª               | 2023-24 | J.A.V. Olímpico (Las Palmas)        | C.V. Ciudadela (Ciudadela)          | C.V. Haris (La Laguna)                    |
| 56.ª               | 2024-25 | C.D. Heidelberg (Las Palmas)        | C.V. Ciudadela (Ciudadela)          | J.A.V. Olímpico (Las Palmas)              |

### Palmarés por clubes
| Club                       | Títulos | Subcamp. | Año                                                         |
| -------------------------- | ------- | -------- | ----------------------------------------------------------- |
| C.V. Tenerife              | 10      | 3        | 1992, 1997, 1998, 1999, 2000, 2001, 2002, 2004, 2005 y 2006 |
| C.V. Ciudad de Logroño     | 6       | 1        | 2014, 2015, 2016, 2017, 2018 y 2019                         |
| R.C.D. Español             | 3       | 4        | 1985, 1988 y 1991                                           |
| Club Medina de Barcelona   | 3       | 3        | 1970, 1974 y 1975                                           |
| Club Medina de Madrid      | 3       | 3        | 1971, 1973 y 1977                                           |
| C.V. Tormo Barberá         | 3       | 2        | 1986, 1987 y 1990                                           |
| Vóley Murcia               | 3       | 1        | 1993, 1994 y 1995                                           |
| C.A. Voleibol Murcia 2005  | 3       | 1        | 2007, 2008 y 2009                                           |
| J.A.V. Olímpico Las Palmas | 3       | 1        | 2021, 2023 y 2024                                           |
| A.D. Medina de Gijón       | 3       | 0        | 1972, 1976 y 1978                                           |
| A.D. Cornellá              | 2       | 2        | 1980 y 1982                                                 |
| CD Arquitectura            | 2       | 1        | 1983 y 1984                                                 |
| C.V. Ciudadela             | 2       | 1        | 2011 y 2012                                                 |
| C.V. Las Palmas            | 1       | 4        | 2003                                                        |
| C.V. Haris (La Laguna)     | 1       | 4        | 2022                                                        |
| Club Voleibol Torrelavega  | 1       | 2        | 1979                                                        |
| Club Alcorcón Voleibol     | 1       | 2        | 1989                                                        |
| C.V. Albacete              | 1       | 2        | 1996                                                        |
| Académico Universitario    | 1       | 1        | 1981                                                        |
| C.V. Haro                  | 1       | 1        | 2013                                                        |
| C.V. Aguere                | 1       | 0        | 2010                                                        |
| C.D. Heidelberg            | 1       | 0        | 2025                                                        |

### Palmarés desde 1990
| Club                       | Región               | 1.º | 2.º | 3.º | 20 23 | 20 22 | 20 21 | 20 19 | 20 18 | 20 17 | 20 16 | 20 15 | 20 14 | 20 13 | 20 12 | 20 11 | 20 10 | 20 09 | 20 08 | 20 07 | 20 06 | 20 05 | 20 04 | 20 03 | 20 02 | 20 01 | 20 00 | 19 99 | 19 98 | 19 97 | 19 96 | 19 95 | 19 94 | 19 93 | 19 92 | 19 91 | 19 90 |
| -------------------------- | -------------------- | --- | --- | --- | ----- | ----- | ----- | ----- | ----- | ----- | ----- | ----- | ----- | ----- | ----- | ----- | ----- | ----- | ----- | ----- | ----- | ----- | ----- | ----- | ----- | ----- | ----- | ----- | ----- | ----- | ----- | ----- | ----- | ----- | ----- | ----- | ----- |
| C.V. Tenerife              | Canarias             | 10  | 3   | 4   |       |       |       |       |       |       |       |       |       |       |       | 6     | 10    | 6     | 3     | 2     | 1     | 1     | 1     | 2     | 1     | 1     | 1     | 1     | 1     | 1     | 2     | 4     | 3     | 4     | 1     | 3     | 3     |
| C.V. Ciudad de Logroño     | La Rioja             | 6   | 1   | 1   |       |       |       | 1     | 1     | 1     | 1     | 1     | 1     | 2     | 3     |       |       |       |       |       |       |       |       |       |       |       |       |       |       |       |       |       |       |       |       |       |       |
| Vóley Murcia               | Región de Murcia     | 3   | 1   | 1   |       |       |       |       |       |       |       | 8     | 12    | 3     | 4     |       |       |       |       | 13    | 7     | 6     | 11    | 5     | 6     | 9     | 2     | 6     | 8     | 6     |       | 1     | 1     | 1     | 4     | 4     |       |
| C.A. Voleibol Murcia 2005  | Región de Murcia     | 3   | 1   | 1   |       |       |       |       |       |       |       |       |       |       |       | 2     | 4     | 1     | 1     | 1     | 3     |       |       |       |       |       |       |       |       |       |       |       |       |       |       |       |       |
| C.V. Ciudadela             | Islas Baleares       | 2   | 1   | 2   | 3     | 4     | 4     | 5     | 5     | 7     | 7     | 5     | 5     | 6     | 1     | 1     | 2     | 3     | 9     | 8     |       |       |       |       |       |       |       |       |       |       |       |       |       |       |       |       |       |
| J.A.V. Olímpico Las Palmas | Canarias             | 2   | 1   | 0   | 1     | 2     | 1     |       |       |       |       |       |       |       |       |       |       |       |       |       |       |       |       |       |       |       |       |       |       |       |       |       |       |       |       |       |       |
| C.V. Haris La Laguna       | Canarias             | 1   | 4   | 1   | 2     | 1     | 3     | 4     | 2     | 2     | 2     |       |       |       |       |       |       |       |       |       |       |       |       |       |       |       |       |       |       |       |       |       |       |       |       |       |       |
| C.V. Las Palmas            | Canarias             | 1   | 4   | 0   |       |       |       |       |       |       |       |       |       |       |       |       | 11    | 7     | 8     | 5     | 2     | 2     | 2     | 1     | 2     | 8     |       | 11    | 10    | 7     | 6     | 9     | 8     | 12    | 7     | 6     | 5     |
| C.V. Albacete              | Castilla-La Mancha   | 1   | 2   | 2   |       |       |       |       |       |       |       |       |       |       |       |       |       | 4     | 4     | 3     | 6     | 3     | 5     | 8     | 8     | 6     | 6     | 7     | 4     | 2     | 1     | 2     | 4     | 7     | 10    |       |       |
| C.V. Haro                  | La Rioja             | 1   | 1   | 2   | 8     | 6     | 7     | 7     | 6     | 3     | 3     | 10    | 6     | 1     | 2     | 5     | 5     | 8     |       |       |       |       |       |       |       |       |       |       |       |       |       |       |       |       |       |       |       |
| R.C.D. Español             | Cataluña             | 1   | 1   | 0   |       |       |       |       |       |       |       |       |       |       |       |       |       |       |       |       |       |       |       |       |       |       |       |       |       |       |       |       |       | 6     | 2     | 1     | 4     |
| C.V. Aguere                | Canarias             | 1   | 0   | 2   |       |       |       |       | 12    | 5     | 8     | 3     | 10    | 9     | 8     | 3     | 1     | 9     | 6     | 7     | 10    | 8     | 8     |       |       |       |       |       |       |       |       |       |       |       |       |       |       |
| C.V. Tormo Barberá         | Comunidad Valenciana | 1   | 0   | 0   |       |       |       |       |       |       |       |       |       |       |       |       |       |       |       |       |       |       |       |       |       |       |       |       |       |       |       |       |       |       |       | 5     | 1     |
| C.D. Universidad Granada   | Andalucía            | 0   | 2   | 3   |       |       |       |       |       |       |       |       |       |       |       |       |       |       |       |       | 13    | 10    | 7     | 7     | 7     | 2     | 3     | 3     | 2     | 3     | 7     | 8     |       |       |       |       |       |
| Club Alcorcón Voleibol     | Comunidad de Madrid  | 0   | 2   | 1   |       |       |       |       |       |       |       |       |       |       |       |       |       |       |       |       |       |       |       |       |       |       |       |       |       | 11    |       | 7     | 2     | 3     | 6     |       | 2     |
| C.D. Iruña Pamplona        | Navarra              | 0   | 2   | 0   |       |       |       |       |       |       | 5     | 2     | 2     | 5     |       |       |       |       |       |       |       |       |       |       |       |       |       |       |       |       |       |       |       |       |       |       |       |
| Palma Volley               | Islas Baleares       | 0   | 2   | 0   |       |       |       |       |       |       |       |       |       |       |       | 8     | 6     | 2     | 2     |       |       |       |       |       |       |       |       |       |       |       |       |       |       |       |       |       |       |
| C.E. Amanecer Alcorcón     | Comunidad de Madrid  | 0   | 2   | 0   |       |       |       |       |       |       |       |       |       |       |       |       |       |       |       |       |       |       |       |       |       |       |       |       |       |       |       |       |       | 2     |       | 2     |       |
| C.V. Alcobendas            | Comunidad de Madrid  | 0   | 1   | 1   | 10    | 9     | 2     | 3     |       |       |       |       |       |       |       |       |       |       |       |       |       |       |       |       |       |       |       |       |       |       |       |       |       |       |       |       |       |
| F.C. Barcelona             | Cataluña             | 0   | 1   | 1   |       | 11    |       | 2     | 10    | 6     | 9     | 7     | 3     | 4     |       |       |       |       |       |       |       |       |       |       | 10    | 10    | 12    |       |       |       |       |       |       |       |       |       |       |
| C.V. Playas de Benidorm    | Comunidad Valenciana | 0   | 1   | 0   |       |       |       |       |       |       |       |       |       |       |       | 10    |       |       | 11    | 6     | 5     | 4     | 4     | 6     | 5     | 4     | 7     | 2     | 7     | 5     | 4     | 6     | 7     | 8     | 11    | 8     | 7     |
| C.D. Ávila Vóley           | Castilla y León      | 0   | 0   | 5   |       |       |       |       |       |       |       |       |       |       |       |       |       |       |       |       | 9     | 7     | 3     | 4     | 3     | 5     | 5     | 5     | 3     | 4     | 3     | 3     | 5     | 9     |       |       |       |
| A.P. Diego Porcelos        | Castilla y León      | 0   | 0   | 3   |       |       |       |       |       |       |       |       |       |       | 5     | 4     | 3     | 5     | 5     | 4     | 4     | 5     | 6     | 3     | 4     | 3     | 4     | 4     | 5     |       |       |       |       |       |       |       |       |
| C.V. Kiele Socuéllamos     | Castilla-La Mancha   | 0   | 0   | 1   | 6     | 3     |       |       |       |       |       |       |       |       |       |       |       |       |       |       |       |       |       |       |       |       |       |       |       |       |       |       |       |       |       |       |       |
| C.V. Arona Tenerife Sur    | Canarias             | 0   | 0   | 1   |       |       |       |       | 3     |       |       |       |       |       |       |       |       |       |       |       |       |       |       |       |       |       |       |       |       |       |       |       |       |       |       |       |       |
| C.V. Portuense             | Andalucía            | 0   | 0   | 1   |       |       |       |       |       |       |       |       |       |       |       |       |       |       |       |       |       |       |       |       |       |       |       |       |       |       |       |       |       |       | 3     |       |       |